# Urugvajska ratna mornarica
Urugvajska ratna mornarica (špa. Armada Nacional del Uruguay) jedna je o tri grane Urugvajske vojske. Nalazi se pod upravom Ministarstva obrane, za koje se skrbi i zastupa stavove mornarice i cjelokupne vojske u Urugvajskom parlamentu.
Mornarička služba podijeljena je u četiri glavna dijela:
- - Zapovjedništvo brodovlja (Comando de la Flota ili COMFLO)
  - Obalna straža (Prefectura Nacional Naval ili PRENA)
  - Materijalna uprava (Dirección General de Material Naval  ili DIMAT)
  - Uprava za osobne poslove (Dirección General de Personal Naval  ili DIPER)

Mornarica ima 6.000 vojnika, od kojih je veći dio raspoređen na brodovlju, a manji dio čine piloti u helikopterima, školskim i ophodnim zrakoplovima.

## Vanjske poveznice

### Ostali projekti
|  | Zajednički poslužitelj ima još gradiva o temi Urugvajska ratna mornarica |

### Mrežna mjesta
- (šp.) Ministerio de Defensa Nacional - službene stranice Ministarstva obrane
- (šp.) Armada Nacional - službene stranice Urugvajske mornarice